# Jacobus Coelemans

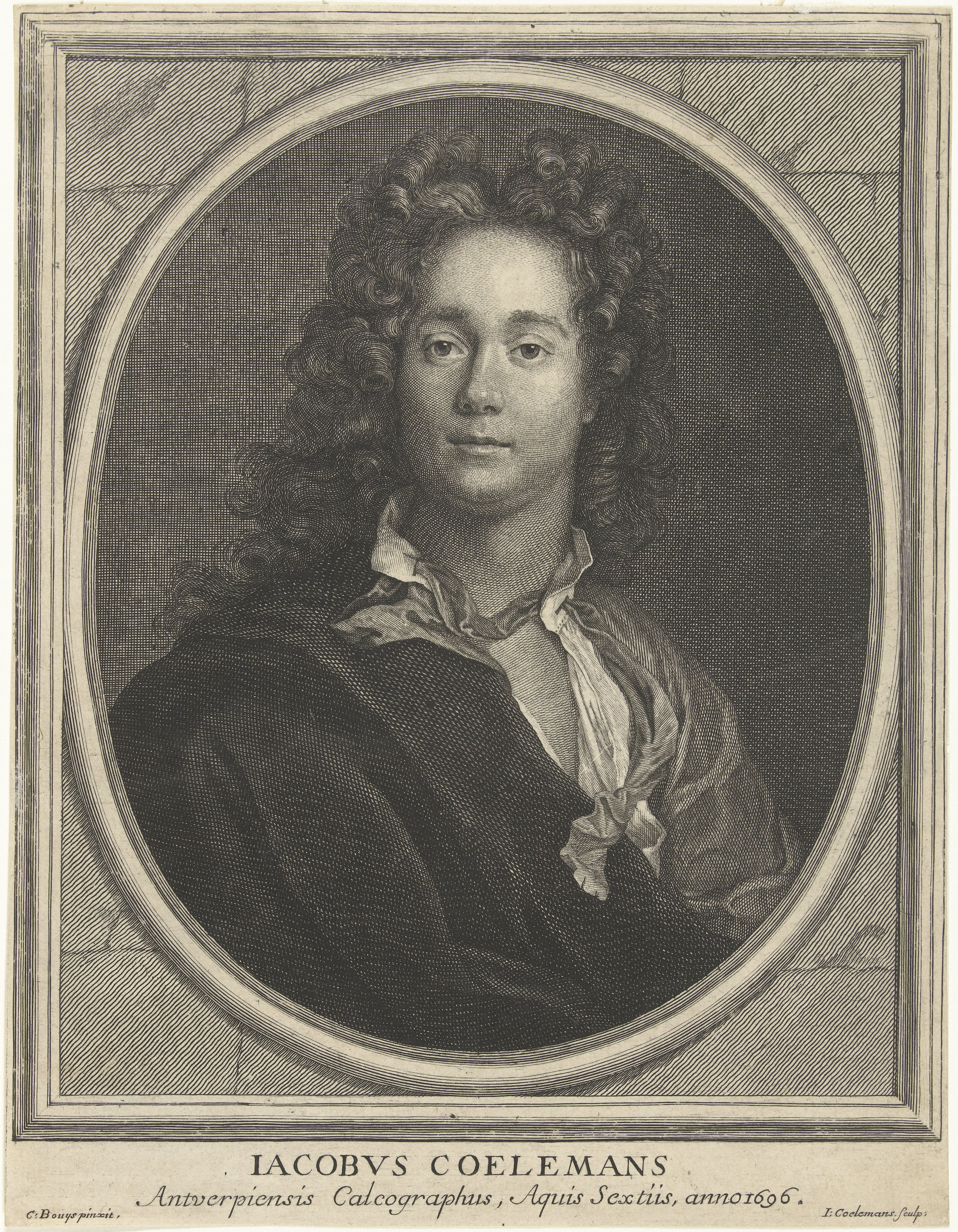
Jacobus Coelemans, 1696, grabado por él mismo por pintura de Claude Bouys, Ámsterdam, Rijksmuseum.

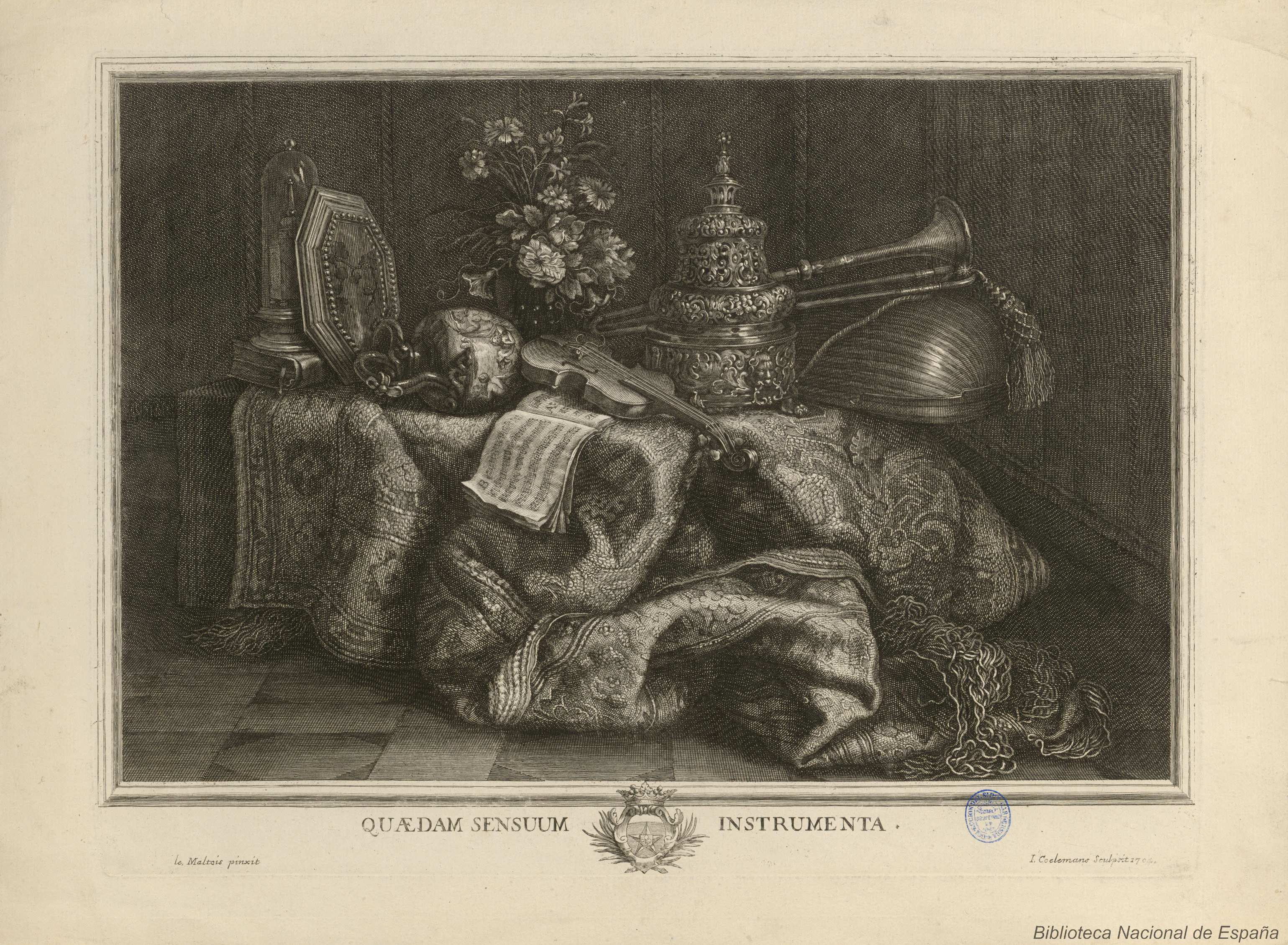
Quaedam sensum instrumenta. Bodegón con elementos musicales, grabado de Jacobus Coelemans por pintura de le Maltois (Francesco Noletti), 1704. Biblioteca Nacional de España.

Jacques o Jacobus Coelemans (Amberes, 23 de agosto de 1654-Aix-en-Provence, 11 de febrero de 1732) fue un grabador a buril y marchante flamenco establecido en Francia desde 1690 hasta su muerte.
Discípulo de Frederik Bouttats en la guilda de San Lucas de Amberes en 1672/1673, el 20 de octubre de 1680 fue admitido en la Sodaliteit, la congregación de jóvenes solteros establecida en Amberes por los jesuitas.
En 1690 se trasladó a Aix-en-Provence llamado por Jean-Baptiste Boyer, señor de Éguilles, erudito y consejero del parlamento de Provenza, que había reunido una notable colección de curiosidades y obras de arte. Coelemans recibió el encargo de realizar los grabados de reproducción de las pinturas y retratos más notables de la colección, continuando el trabajo iniciado por Sébastien Barras y por el propio Boyer d'Éguilles, grabador y pintor aficionado él mismo. En 1709, año de la muerte de Boyer d'Éguilles, Coelemans había concluido las planchas de ochenta y dos reproducciones que, con las veintiocho realizadas por Barras y las ocho de Boyer se encargó de publicar, muerto el mecenas, en un volumen in-folio con el título Recueil des plus beaux tableaux du cabinet de messire J.-B. Boyer (Aix-en-Provence, 1709), del que en 1744 Pierre-Jean Mariette hizo una segunda edición a la que faltan la mayor parte de los grabados debidos a Barras y a Boyer.
El repertorio de estampas de Coelemans a partir de las pinturas de la galería d'Aguilles, conocido como Recueil d'estampes: d'après les tableaux des peintres les plus célebres d'Italie, des Pays-Bas et de France, qui composaient le cabinet de M. Boyer d'Aguilles, incluía obras atribuidas a Caravaggio, entre ellas un florero y varias historia de la vida de Jacob y su encuentro con Raquel, Pier Francesco Mola (La predicación del Bautista), Annibale Carracci (La voz del que clama en el desierto), Otto Vaenius (Diana y Acteón), Rubens (Lot y sus hijas), José de Ribera (El apóstol san Bartolomé), Guido Reni (Ecce Homo), Parmigianino (Sagrada Familia), Luca Cambiaso (Cristo en la cruz en el momento de pronunciar la frase Dios mío, por qué me has abandonado), David Teniers el Joven (El cirujano de aldea), Jacopo Bassano, Sebastien Bourdon, Nicolas Poussin, Mario Nuzzi, Valerio Castello, Cornelis van Poelenburch y otros. También algunos retratos, entre ellos el de Boyer d'Éguilles por pintura de Hyacinthe Rigaud.
Dos bodegones, con armas uno y el otro con instrumentos musicales, titulados Omnis salus in ferro est y Quaedam sensum instrumenta, grabados por Coelemans respectivamente en 1703 y 1704 sobre pinturas firmadas por le Maltois —el Maltés—, tienen el valor añadido de haber servido de base para identificar el estilo del artista al que las fuentes antiguas llamaban —siempre elogiosamente— exclusivamente por su apodo, identificado ahora con Francesco Noletti.